# أميرة الثلج (فلم)
أميرة الثلج (بالإنجليزية: Ice Princess) هو فيلم حركة حية تابع لشركة ديزني وقد أصدر في عام 2005 وأخرج الفيلم بواسطة تيم فايويل.

## تسلسل الأحداث في الفيلم
كايسي كارلايل (ميتشيل تراتشتينبيرغ) هي فتاة عمرها 17 عاما، وهي دودة قراءة ومهووسة بالفيزياء، قررت أن تستخدم مهاراتها الأكادمية بواسطة المنحة الدراسية من جامعة هارفارد. تتطلب المنحة تقديم مشروع خاص بكايسي في الفيزياء. بينما كانت تشاهد مسابقة التزحلق على الثلج مع صديقتها المهووسة بالرياضيات «آن» أدركت كايسي أنها يمكن أن تعمل مشروعا من هوايتها المفضلة في الصغر وهي التزحلق على الثلج – كانت تمارسها في البركة خارج منزلها- في البداية، شاهدت المتزلجات وهن يتدربن في قاعة التزحلق المحلية، ولكنها قررت بعد ذلك أن تطور مهاراتها في التزحلق من خلال تطبيق الفيزياء وما تعلمته من رؤية المتزلجات الأخرى ات. لقد أصبحت متزلجة ماهرة، بعدما تخطت مرحلتين لتصبح متزلجة صغيرة. وهي ساعدت المتزلجات الصغار - وهن: جينيفر، وتيفاني، ونيكي – في تحسين مهاراتهن.
وفي تلك الأثناء كان هناك زيادة في التوتر في مدربة كايسي تينا هاروود (كيم كاترال) – وهي متزلجة سابقة – وابنتها جينيفر (هايدن بانتير). تينا – التي تدير قاعة التزلج التي تتدرب فيها كايسي للمسابقة – وضعت ابنتها في برنامج تمرين حازم وأيضا حمية حازمة أكثر. أخيرا، أصبحت جينيفر مستاأة بسبب تلك الحال وأعلمت أمها وكايسي أنها ستخرج من المسابقة بسبب أن تينا أحضرت لكايسي حذائين جديدين للتزلج مما سبب لكايسي الوقوع والإصابة في أثناء المسابقة الخاصة بالتزلج.
لقد أصبحت تينا مدربة كايسي الخاصة وتساعدها في التمرين لمسابقة التزحلق، بعدما تخلت كايسي عن المنحة الدراسية لتصبح متزلجة بالمساعدة من جينيفر، ومن أخي جينيفر تيدي (تريفور بلوماس). في مسابقة التزلج، كان أداء كايسي جيدا. في القفزة الثلاثية وقعت في خطأ ووقعت، ولكنها رأت جوان بين الحضور، وعززت ثقتها بنفسها وأعطتها تقديرا فنيا عاليا لأدائها. في نهائيات المسابقة، وقعت كايسي في المركز الثاني – خلف نيكي – وأتيح لها بذلك الذهاب للمسابقة الدولية. كايسي وجوان تصالحتا بعد شهرين وفي النهاية حصلت على دعم أمها. أعطى تيدي وردا لكايسي ليبارك لها، وأعطاها هدية أخرى وهي قبلة عاطفية. لقد انتهى الفيلم مع جوان وتينا بمحادثة هزلية عن عدد كورسات الكليات التي سوف تأخذها، وناقشوا العلاقة بين كايسي وتيدي، وأيضا عن مستقبل كايسي كمتزلجة.

## طاقم الممثلين
- ميتشيل تارنشتينبرغ: في دور كايسي كارلايل
- إيمي ستيوارت: في دور آن
- جوان كيوساك: في دور جوان كارلايل
- كيم كاترال: في دور تينا هاروود
- تريفور بلوماس: في دور تيدي هاروود
- هايدين بانيتاير: في دور جينيفر هاروود
- كريستين أولسون: نيكي فليتشر
- دييغو كلاتينهوف: في دور كايل دايتون
- كوناي راي: في دور السيدة فليتشر
- جوسيلاين لاي: في دور تيفاني لاي
- باول لي: في دور لسيد لاي
- جوليانا كاناروزو: في دور زوي بلوتش
- كريستينا وايتكومب: في دور السيدة فير لي
- ساين رونكا: في دور السيدة إيما فلاندرز

## الإنتاج
قال تريفير بلوماس أنه وضع في دكة الانتظار لمدة شهرين خلال عملية تجربة الأداء، وكان هناك «الكثير من التحويل مع المخرجين»، لقد أنهى تريفير القيام بدوره (تيدي) كشخص وجه له القيام بدور شخصية أبوية. لقد بدأ التمرين على قيادة كاسحة الجليد بعد فترة قليلة من وصوله إلى تورنتو، وفقا لتريفير، لقد أنهى لاحقا تنعيم الثلج في أحد أوقات الصباح وقد أنهاه على ساحة التزحلق تلك الساحة التي كانوا يصورون فيها. هايدن قامت بالكثير من تزلجها الخاص، وذلك يتضمن مشهد الدوران السريع الذي كان في نهاية الفيلم، ميتشيل تارنشتينبرغ تدربت لمدة 8 شهور، وذلك يتضمن الوقت الذي كانوا يصنعون الفيلم فيه (ذلك الوقت الذي قالت أنها كانت تعمل فيه 20 ساعة). كانت عليها أن تكون موجودة على الثلج لمدة أكثر من باقي الممثلين كما كانت واحدة من البالغين الأقلاء في الفيلم. كانت عندها المجازفة خلال التمثيل بشكل مضاعف لمعالجة الانهيارات والتعامل مع بعض الحركات المعقدة، رغم تعلمها بعض الحركات المعينة التي لا يمكن أن تنجز من قبل ستنت دوبل (stunt double) كما أن الفروق في عملهن سوف يكون واضحا. لقد تحملت بعض الإصابات أثناء تكوين الفيلم. وفقا لها، هناك خطأ وقع في واحدة من الصيغ الفيزيائية التي قالتها شخصيتها، وهذا الخطأ عدل في ما بعد، صورة خلف رأسها استعملت والصيغة الصحيحة وضعت في الفيلم. ميتشيل وهي تصف الفيلم: «ليس فيلما رديئا لديزني»، وكانت مترددة بعض الشيء من فكرة التكملة بسبب الخوف من التقليل من شأن الأصلي. لقد لاحظ جوان أن العلاقة بين كايسي وأمها متطورة بشكل جيد في النص، وقال أنه أوجد اتفاقا جيدا في المناقشة أثناء الإنتاج، وأخيراً وصف جوان كيوساك دورها بأنه «ذو مغزى» في تعابير التمثيل وأيضا هذا الدور مشابه لشخصيتها.
المواقع الآتية في تورنتو وهناك كان ينتج الفيلم: جورج بيل أرينا، ومدرسة ويسترن للتقنية التجارية، وكريسايت مينشن، كليو ديلاسال.

## الاستقبال
ناقد الأفلام روجر إيبيرت أعطى الفيلم تقييم 3 نجوم من أصل 4 ومدح الفيلم للمتعة الطبيعية التي يقدمها والقدرة على تغلب الكليشية والصيغة. ردود فعل بقية النقاد كانت مخلوطة، فكان هناك 52% من النقاد على موقع الطماطم الفاسدة أعطوا رد فعل ونتيجة إيجابية. تود غليتشريست من الآي جي أن استفهم وسأل عن السرعة التي أصبحت فيها كايسي بارعة في التزلج وأشار أيضا إلى بعض اللاإحتمالية، ولكنه مدح بشكل كبير أداء كيوساك وكاترال كقوة عاطفية وكامل الإنسانية. اتحاد الولايات المتحدة لمكتب الأسقف الكاثوليكيين لإنتاج الأفلام والنشر قيم الفيلم بتقييم A-l (مناسب للرعاية العامة) وأعطاه مدحا بسيطا كفيلم عائلي جيد. «أوبينهايم توي بورتفوليو» منحت الفيلم جائزة البلاتين الخاصة بهم. لقد قيم الفيلم بتقييم G بواسطة جمعية حركة الصورة الأمريكية.

## وصلات خارجية
- أميرة الثلج على موقع IMDb (الإنجليزية)
- أميرة الثلج على موقع روتن توميتوز (الإنجليزية)
- أميرة الثلج على موقع نتفليكس (الإنجليزية)
- أميرة الثلج على موقع قاعدة بيانات الأفلام العربية
- أميرة الثلج على موقع ألو سيني (الفرنسية)
- أميرة الثلج على موقع Turner Classic Movies (الإنجليزية)
- أميرة الثلج على موقع أول موفي (الإنجليزية)
- أميرة الثلج على موقع بوكس أوفيس موجو (الإنجليزية)
- أميرة الثلج على موقع فيلمافينيتي (الإسبانية)
- أميرة الثلج على موقع قاعدة بيانات الأفلام السويدية (السويدية)

1. ↑  وصلة مرجع: http://www.imdb.com/title/tt0396652/. الوصول: 2 مايو 2016.
2. 1 2 3 4  وصلة مرجع: http://stopklatka.pl/film/ksiezniczka-na-lodzie. الوصول: 2 مايو 2016.
3. 1 2  وصلة مرجع: http://www.filmaffinity.com/en/film641104.html. الوصول: 2 مايو 2016.
4. 1 2 3 4 5 6 7 8  وصلة مرجع: http://www.imdb.com/title/tt0396652/fullcredits. الوصول: 2 مايو 2016.
5. 1 2  وصلة مرجع: http://www.allocine.fr/film/fichefilm_gen_cfilm=59847.html. الوصول: 2 مايو 2016.